# Cruïlles, Monells i Sant Sadurní de l'Heura
Cruïlles, Monells i Sant Sadurní de l'Heura és un municipi de la comarca del Baix Empordà, format el 1974 mitjançant la unió dels municipis de Cruïlles, Monells i Sant Sadurní de l'Heura.
El vell municipi de Cruïlles s'havia ampliat el 1846 per la incorporació a Cruïlles dels pobles de Sant Cebrià dels Alls, Santa Pellaia i Sant Cebrià de Lledó.
La capital del municipi és a Sant Sadurní de l'Heura. Es tracta del municipi amb el topònim català més llarg, amb 43 caràcters. Una altra curiositat és que el terme de Sant Cebrià dels Alls va ser un enclavament del Partit Judicial de Santa Coloma de Farnés (més endavant, de Girona) dins del Partit Judicial de la Bisbal d'Empordà.

## Geografia
- Llista de topònims de Cruïlles, Monells i Sant Sadurní de l'Heura (Orografia: muntanyes, serres, collades, indrets..; hidrografia: rius, fonts...; edificis: cases, masies, esglésies, etc).

| Entitat de població     | Habitants (2024) |
| Puigventós              | 391              |
| Cruïlles                | 248              |
| Sant Sadurní de l'Heura | 190              |
| Monells                 | 175              |
| les Rabioses            | 85               |
| Sies                    | 72               |
| Banyeres                | 33               |
| Santa Pellaia           | 25               |
| Veïnat de la Font, el   | 19               |
| Sant Joan de Salelles   | 17               |
| Sant Joan               | 15               |
| Sant Miquel de Cruïlles | 14               |
| Barri d'Estrabau        | 13               |
| Sant Cebrià dels Alls   | 9                |
| Rissec, el              | 9                |
| Sant Cebrià de Lledó    | 8                |
| el Mas Savalls          | 0                |
| Monells                 |                  |
| Sant Sadurní de l'Heura |                  |
| Cruïlles                |                  |
| Font: Idescat           |                  |

## Llocs d'interès

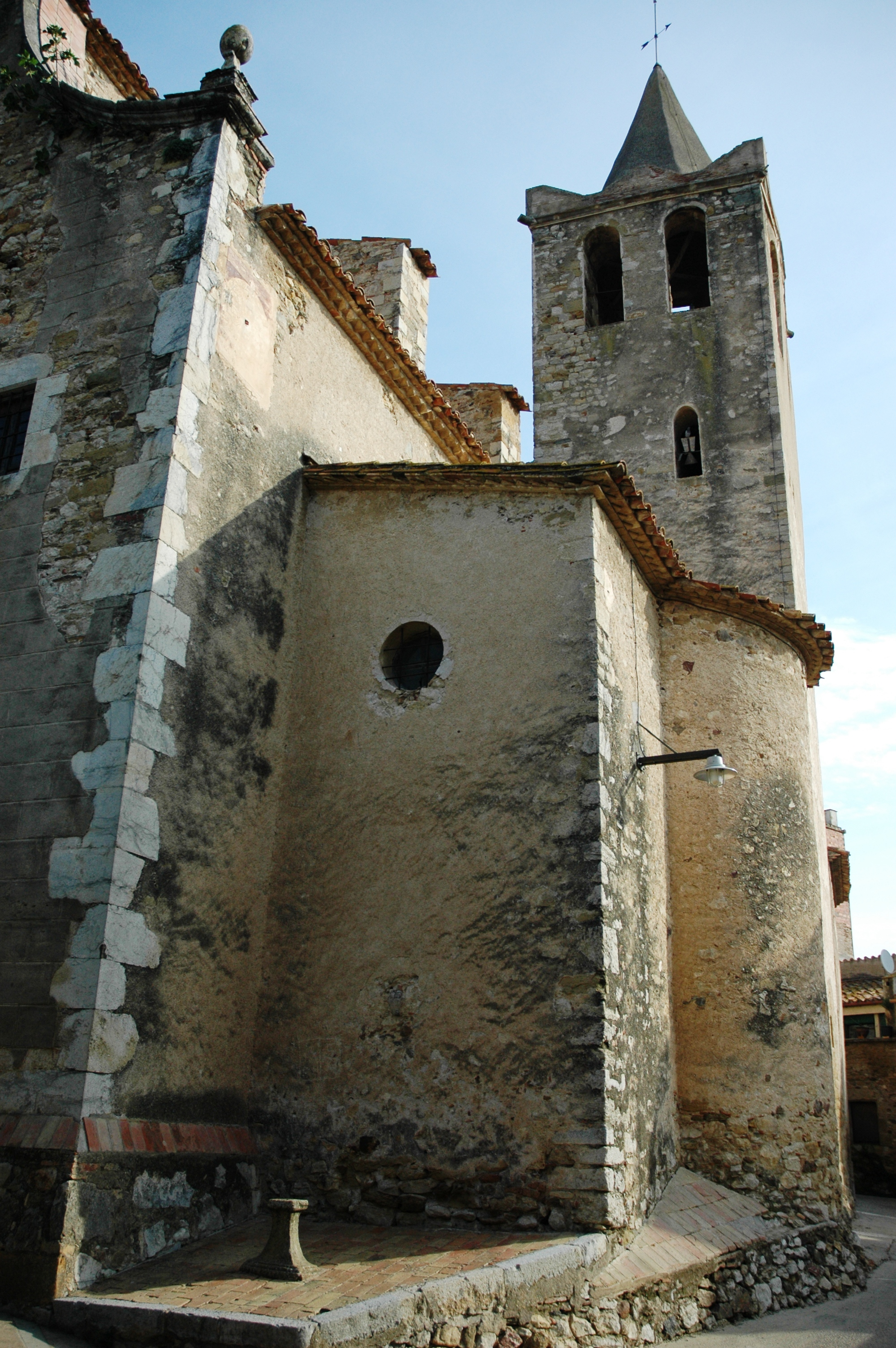
El campanar vell de Sant Sadurní de l'Heura

- Església de Sant Sadurní de l'Heura. Any 1773/1777
- Església de Santa Eulàlia de Cruïlles. Romànica del segle xi.
- Torre de l'homenatge en Cruïlles. Segles XII-xiii.
- Església de Sant Genís de Monells. Documentada l'any 1019.
- Església de Sant Joan de Salelles. Romànica
- Monestir de Sant Miquel de Cruïlles
- Conjunt de Santa Pellaia

## Demografia
| 1497 f | 1515 f | 1553 f | 1717  | 1787  | 1857  | 1877  | 1887  | 1900  | 1910  |
| ------ | ------ | ------ | ----- | ----- | ----- | ----- | ----- | ----- | ----- |
| 233    | 187    | 220    | 1.222 | 1.419 | 2.664 | 2.184 | 2.173 | 1.877 | 1.861 |

| 1920  | 1930  | 1940  | 1950  | 1960  | 1970  | 1981  | 1990  | 1992  | 1994  |
| ----- | ----- | ----- | ----- | ----- | ----- | ----- | ----- | ----- | ----- |
| 1.766 | 1.600 | 1.482 | 1.444 | 1.382 | 1.152 | 1.056 | 1.031 | 1.073 | 1.073 |

| 1996  | 1998  | 2000  | 2002  | 2004  | 2006  | 2008  | 2010  | 2012  | 2014  |
| ----- | ----- | ----- | ----- | ----- | ----- | ----- | ----- | ----- | ----- |
| 1.099 | 1.071 | 1.096 | 1.150 | 1.201 | 1.271 | 1.270 | 1.250 | 1.253 | 1.284 |

| 2016  | 2018  | 2020  | 2022  | 2024  | 2026 | 2028 | 2030 | 2032 | 2034 |
| ----- | ----- | ----- | ----- | ----- | ---- | ---- | ---- | ---- | ---- |
| 1.292 | 1.274 | 1.270 | 1.338 | 1.329 | -    | -    | -    | -    | -    |